# László Almásy
 (novembre 2009).
Dans le nom hongrois Almásy László, le nom de famille précède le prénom, mais cet article utilise l’ordre habituel en français László Almásy, où le prénom précède le nom.

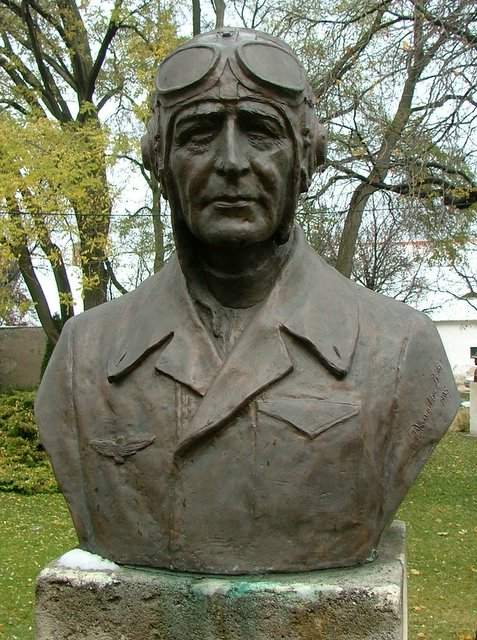
Buste de László Almásy (par Béla Domonkos, 1995).

Le comte László Ede Almásy de Zsadány et Törökszentmiklós (22 août 1895 – 22 mars 1951) est un aristocrate hongrois qui fut aventurier, explorateur, cartographe, chasseur, officier, pionnier de l'aviation, pilote automobile, espion, agent double et qui réalisa de nombreuses expéditions au Sahara.

## Biographie
László Almásy est né au château de Borostyánkő dans l'Empire austro-hongrois (aujourd'hui Bernstein en Autriche), au sein de la noblesse hongroise, dans la famille Almásy. Son grand-père, Ede Almásy, était un membre fondateur en 1872 de la Société géographique hongroise. Son père, György Almásy (1867-1933), conduisait des recherches sur l'Asie comme zoologiste et ethnographe ; il épouse Hélène Pittoni et ils ont trois enfants : László, János et Georgina.
Dans sa jeunesse, László bénéficie d'une vaste bibliothèque de milliers de volumes et de cartes de son grand-père. Il fait ses études avec des précepteurs à domicile, passant ses examens au lycée bénédictin de Kőszeg. Il lit régulièrement les travaux de l'ornithologue István Chernel : il commence à s'intéresser aux habitudes de nidification et de migration des oiseaux, et à vouloir voler. Il commence des études secondaires à Graz. Pendant ses études, il construit en 1909 un planeur à partir d'un avion vu dans un journal et fait un vol d'essai depuis la falaise d'une carrière, chutant d'une dizaine de mètres sans grands dommages. En 1910, il séjourne un an au sanatorium d'Arosa en Suisse.
László passe une partie de sa jeunesse en Angleterre à Eastbourne, où il étudie de 1911 à 1914. Il y reçoit une formation technique et apprend à piloter les tout premiers avions. Ses années en Angleterre lui donnent la maîtrise de la langue anglaise, et il se familiarise avec la culture et le mode de vie britanniques. László y découvre les livres du célèbre explorateur Frederick Selous et commence ainsi à montrer de l'intérêt pour l'Afrique.

### Première Guerre mondiale
Durant la Première Guerre mondiale, il sert comme pilote dans l'aviation austro-hongroise. Après la dislocation de l'Empire des Habsbourg il retourne vivre à Eastbourne. Fidèle à l'idée monarchique, il participe à deux tentatives de restauration du trône d'Autriche par Charles IV, neveu de l'ex-empereur François-Joseph Ier.

### Sahara
Après 1921, alors que son château natal reste possession autrichienne, László Almásy travaille en Hongrie comme représentant du constructeur automobile autrichien Steyr pour lequel il remporte de nombreuses courses.
En 1926, il participe en Afrique à une expédition automobile le long du Nil entre le Soudan et l'Égypte. Il organise des chasses en Égypte puis, en 1929, monte une première expédition automobile dans le Sahara pour le compte des camions Steyr.
En 1932, il part avec trois Britanniques (Sir Robert Clayton, le Commander Penderel et Patrick Clayton) à la recherche de la mythique oasis de Zerzura. Financée par le prince égyptien Kemal ed Din, l'expédition est la première à utiliser l'avion et des camions Ford AA pour explorer le Sahara. László Almásy cartographie alors de vastes régions inexplorées et, en octobre 1933, découvre en Libye la grotte des nageurs du Gilf al-Kabir dont les peintures révélèrent au monde le passé « vert » du Sahara et une faune de savane (éléphants, rhinocéros, girafes, hippopotames, ovins géants, gazelles, antilopes, autruches, crocodiles). Ces peintures rupestres correspondent à plusieurs époques de l'Holocène humide. Le climat désertique du Sahara fréquenté par Almásy et les ethnologues allemands s'est mis en place au IVe millénaire avant notre ère. Jusqu'alors ignorées des Occidentaux, ces grottes étaient cependant connues des locaux.
Dans les années qui suivent, il mène plusieurs expéditions archéologiques dans le Sahara avec l'ethnologue allemand Leo Frobenius.
László Almásy raconte ses souvenirs dans un livre publié en 1934 à Budapest, Sahara inconnu (Az ismeretlen Szahara) et traduit en allemand en 1939 : Unbekannte Sahara. Mit Flugzeug und Auto in der Libyschen Wüste. Il y relate ses plus importantes découvertes comme celle du Jebel Uweinat (la plus haute montagne du Sahara oriental), les peintures rupestres de Gilf al-Kabir ou ses recherches de l'oasis perdue de Zerzura.

### Seconde Guerre mondiale
Également instructeur d'aviation en Égypte, fin connaisseur d'une région devenue stratégique à l'approche de la guerre, il aurait proposé de fournir des informations tant aux services secrets italiens que britanniques. En 1940, alors que la Seconde Guerre mondiale est commencée et que son château natal se trouve dans le Troisième Reich à la suite de l'Anschluss, il rejoint l'Abwehr et devient capitaine de la Luftwaffe. Il sert dans l'Afrika Korps d'Erwin Rommel qui le fait major puis lui remet la croix de fer (Eisernes Kreuz) après plusieurs audacieuses missions d'infiltration dans les rangs alliés, notamment au Caire.

### Après-guerre
Après la Seconde Guerre mondiale et la mise en place du régime communiste en Hongrie, László Almásy est arrêté et condamné par un tribunal du peuple pour haute trahison mais finalement acquitté (sans doute parce qu'il avait proposé ses services aux Soviétiques). La guerre froide commençant, il est exfiltré de Hongrie par un agent du MI6 britannique, Ronnie Waring Valderano, avec l'aide d'Alaeddin Mukhtar, un cousin du roi Farouk Ier d'Égypte qui a vraisemblablement soudoyé les garde-frontières hongrois. Il gagne ainsi la partie de l'Autriche occupée par les Britanniques (Styrie, Carinthie, Tyrol oriental et certains quartiers de Vienne), avec un faux passeport au nom de Joseph Grossman. Recherché par le KGB, les Britanniques le placent dans un avion pour Le Caire où il est l'invité du roi Farouk Ier et où il est accueilli par Mukhtar et Valderano. Là,il devient directeur technique de la nouvellement fondée Desert Research Institute (actuellement au Caire - Al-Matariyah).
Lors d'une visite en 1951 en Autriche, à Salzbourg, il meurt à l'âge de 55 ans d'une très sévère crise de dysenterie, dont les causes n'ont pas été élucidées.

### Dans la culture
Son personnage a pu inspirer certains aspects de celui de Malko Linge du nouvelliste français Gérard de Villiers (château à la frontière entre l'Autriche et la Hongrie, appartenance à l'aristocratie, aventures d'espion en milieu exotique) mais il a surtout directement contouré le héros du roman de Michael Ondaatje paru en 1992, L'Homme flambé, dont est tiré le film Le Patient anglais sorti en 1996. Ce film s'éloigne davantage des aventures réelles d'Almásy, sans faire état de son rôle d'agent double, de son engagement dans les forces de l'Allemagne nazie et de son homosexualité, pour construire un personnage mythique avant tout habité par l'amour des femmes, ce qui a déclenché des polémiques.

## Galerie

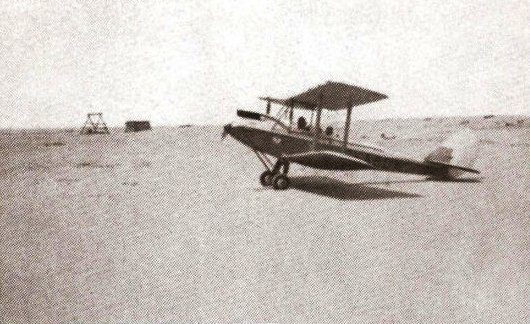
L'avion de László Almásy dans le désert en 1929.
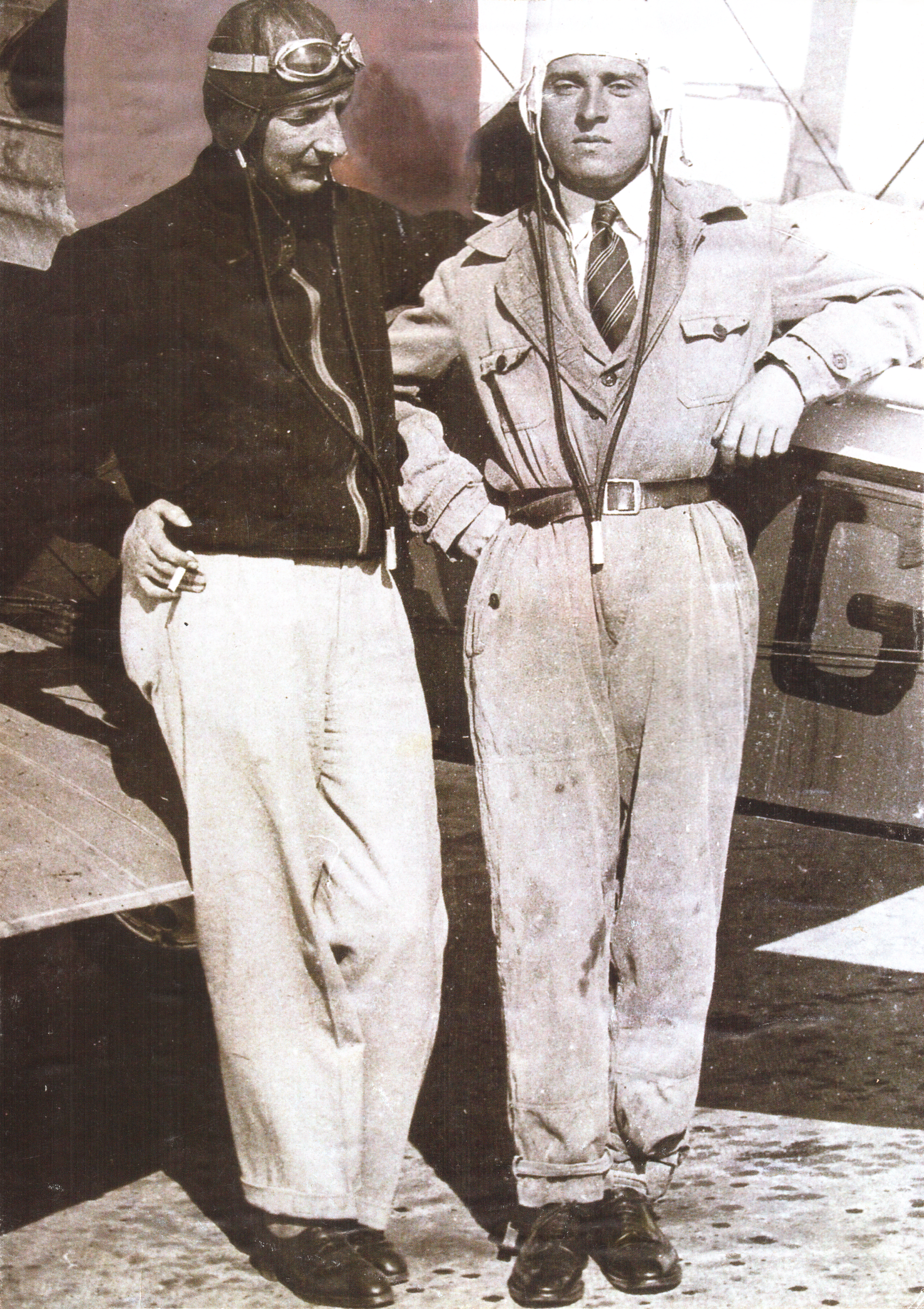
László Almásy et Nándor Zichy devant un De Havillard DH-60 Moth (21 août 1931, aéroport de Mátyásföld, Budapest).
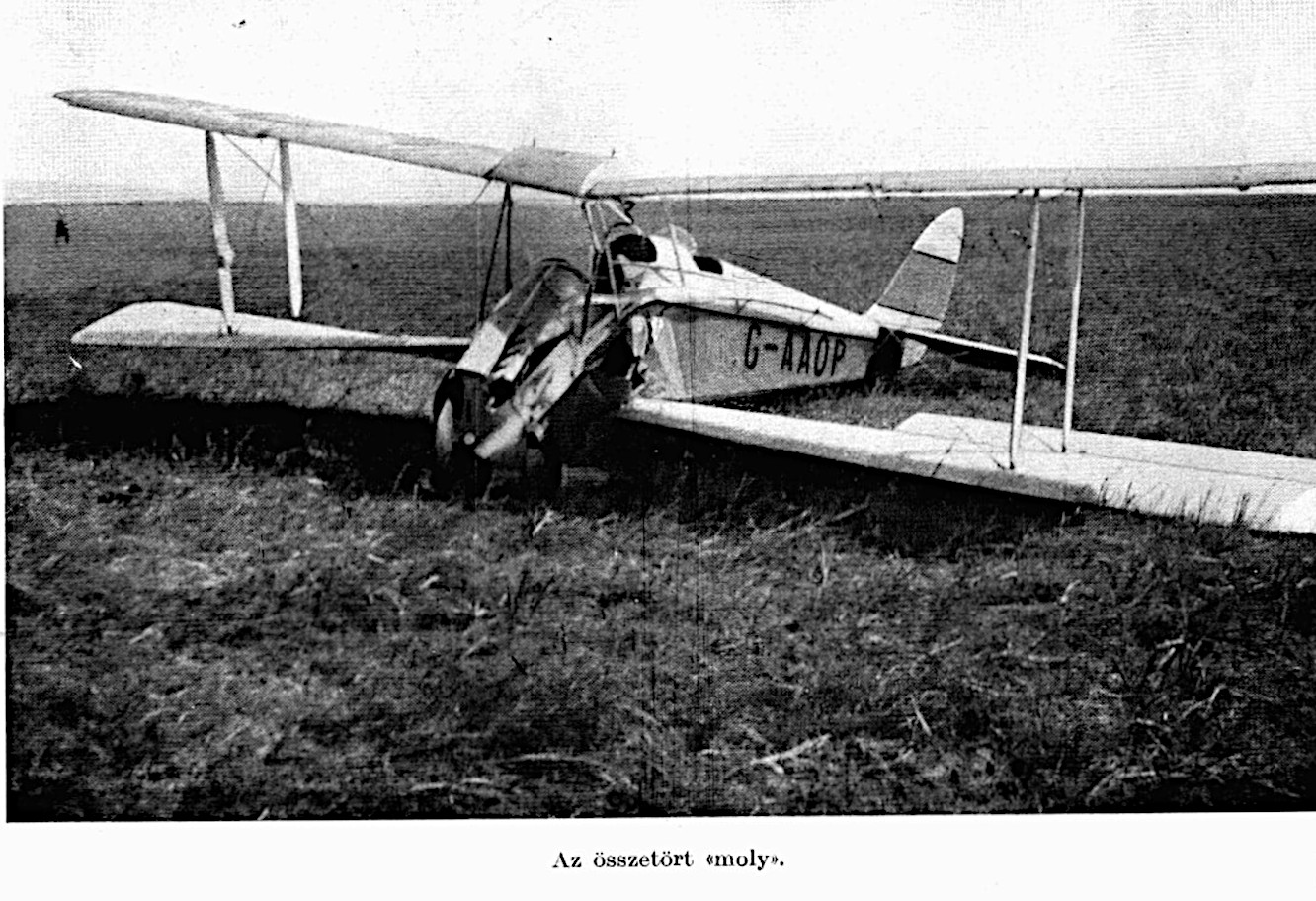
Accident du PMPAP Colombie en 1931.

### Filmographie
- Le Patient anglais, 1996, réalisé par Anthony Minghella.
- Documentaire sur Arte, soirée Thema sur le Sahara, 11 mai 2008.